# Uloborus canus
Uloborus canus là một loài nhện trong họ Uloboridae.
Loài này thuộc chi Uloborus. Uloborus canus được Alexander Macleay miêu tả năm 1827.